# Journal of Indo-European Studies
Journal of Indo-European Studies grundades 1973 och är en tidskrift för forskning om indoeuropéerna.
Tidskriften grundades av Roger Pearson, Marija Gimbutas, Edgar C. Polomé och Raimo Anttila. Nuvarande redaktör är J P Mallory.